# Municipio de Evergreen (Dakota del Norte)
El municipio de Evergreen (en inglés: Evergreen Township) es un municipio ubicado en el condado de Ward en el estado estadounidense de Dakota del Norte. En el año 2010 tenía una población de 7 habitantes y una densidad poblacional de 0,08 personas por km².

## Geografía
El municipio de Evergreen se encuentra ubicado en las coordenadas 48°14′2″N 101°50′56″O / 48.23389, -101.84889. Según la Oficina del Censo de los Estados Unidos, el municipio tiene una superficie total de 92.79 km², de la cual 86,92 km² corresponden a tierra firme y (6,32 %) 5,87 km² es agua.

## Demografía
Según el censo de 2010, había 7 personas residiendo en el municipio de Evergreen. La densidad de población era de 0,08 hab./km². De los 7 habitantes, el municipio de Evergreen estaba compuesto por el 100 % blancos. Del total de la población el 0 % eran hispanos o latinos de cualquier raza.